# Stokesay
Stokesay est un village du Shropshire, en Angleterre. Le Château de Stokesay y est situé.